# Återförsäkringstraktaten
Återförsäkringstraktaten, också kallat återförsäkringsfördraget, var ett hemligt samarbete mellan Tyskland och Ryssland som varade i tre år. Samarbetet startade den 18 juni 1887. Det gick ut på att om en konflikt mellan Tyskland och Frankrike skulle utbryta så skulle Ryssland endast hjälpa Frankrike om det var tyskarna som startade konflikten. Om i sin tur en konflikt skulle äga rum mellan Ryssland och Österrike-Ungern så skulle Tyskland bara hjälpa Österrike-Ungern om det var Ryssland som startade konflikten. Tysklands mål med detta samarbete var att stoppa Ryssland och Frankrike från att skapa en allians med varandra.

## Samarbetet upphör
När Bismarck tvingades avgå 1890 ville inte Leo von Caprivi, som var den efterträdande rikskansler, förnya fördraget på grund av den goda relationen mellan Tyskland och Österrike-Ungern. 1896 publicerades de då hemliga avtalet mellan Tyskland och Ryssland i tidningen Hamburger Nachrichten. Detta rörde upp känslor i både Tyskland och Österrike-Ungern. Återförsäkringsföredraget anses vara en av faktorerna till att det första världskriget bröt ut.